# Moraima Secada Ramos
Moraima Secada Ramos (Santa Clara, Villa Clara, Cuba, 30 de septiembre de 1930-La Habana, Cuba, 30 de diciembre de 1984), conocida como La Mora fue una cantante cubana. Cantaba música romántica, y creó un estilo muy especial de interpretación dentro del movimiento de la canción cubana llamado feeling.
Inició su carrera artística en los años 1950. Formó parte de la primera orquesta femenina de América, Las Anacaonas. También formó parte del Cuarteto Memé Solís y del Cuarteto Las D'Aida. Algunas de sus canciones más conocidas fueron Alivio, Perdóname conciencia o Depende de ti.
Falleció víctima de una enfermedad hepática en la ciudad de La Habana. Era tía del cantautor latino Jon Secada.